# Series 2 por M+
Series 2 por M+ era un canal de televisión por suscripción español propiedad de Telefónica. Su programación estaba basada en las principales series de éxito en EE. UU., destacando los estrenos simultáneos de los capítulos con el país de origen.

## Historia
Canal+ Series comenzó sus emisiones el 1 de diciembre de 2013. Su programación se centra en la emisión de series norteamericanas en su mayoría, con los estrenos simultáneos de los capítulos a los de EE. UU., doblados o en versión original subtitulada en español (VOSE).
El 7 de abril de 2014, el estreno en VOSE de la cuarta temporada de la serie Juego de tronos un día después de su emisión en Estados Unidos, se convirtió en la emisión más vista de la historia de la cadena hasta el momento.
Desde 2014 algunas cadenas de la marca Canal+, incluida Canal+ Series ofrecen subtítulos en catalán y euskera.
En julio de 2015 tras la adquisición de Telefónica de la plataforma Canal+, pasa de ser operado por Prisa TV a serlo por Movistar. La CNMC obliga a la nueva propietaria a ceder a las demás plataformas de TV de pago del país a ceder el 50% de sus canales premium exclusivos, entre los que se encuentran Canal+ Series, Canal+ Estrenos o Canal+ Liga.
A partir del 1 de agosto de 2016, cumpliendo un año de la plataforma, pasó a denominarse Movistar Series, eliminando la marca Canal+ para así no pagar los derechos a Vivendi. Esto también contrajo una nueva identidad visual de la plataforma y del mismo canal.
El 29 de julio de 2021, el canal fue renombrado como Movistar Series 2 tras una reestructuración de los canales propios de cine y series de Movistar+, manteniendo la misma programación que emitía como Movistar Series.
El 19 de enero de 2022, Movistar+ cambió de nombre a Movistar Plus+, cambio que contrajo una nueva denominación en sus canales propios y una nueva identidad visual. El canal pasó a denominarse Series 2 por Movistar Plus+.
En julio de 2023, se anunció que Indie por M+ remplazaría el canal a partir del 1 de agosto de ese mismo año.
Finalmente, a las 23:56 del 31 de julio de 2023, el canal cesó sus emisiones definitivamente, pasando a un bucle de continuidad después de un reportaje sobre The Chosen.

## Programación
- Orange Is the New Black
- Juego de Tronos
- Los crímenes de Fjällbacka
- Ray Donovan
- House of cards
- Web Therapy
- ¿Qué fue de Jorge Sanz?
- Little Britain
- Saturday Night Live
- Girls
- Weeds
- Fringe
- True Blood
- The Newsroom
- The Blacklist
- Nashville
- Shameless
- En terapia (Argentina)
- Mad Men
- House of Lies
- I'm Dying Up Here
- Archer
- Ja'mie: Private School Girl
- Masters of Sex
- Getting On
- Hijos del Tercer Reich (Unsere Mütter, Unsere Väter)
- Hello Ladies
- Political Animals
- Boss
- Señorita Farah (الآنسة فرح)
- El show de Michael J. Fox[10]
- Looking[11]
- True Detective[12]
- Portlandia[13]
- Breaking Bad[14]
- Believe[15]
- Silicon Valley[16]
- Veep
- Banshee[17]
- Louie
- Episodes
- The Mob Doctor[18]
- The Leftovers[19]
- The Knick[20]
- Gotham
- Fargo
- The Honourable Woman
- Olive Kitteridge[21]
- Borgen[22]
- Rake[23]
- 1864[24]
- Jane the Virgin[25]
- Backstrom[26]
- 1992 (Mille novecento novantadue)[27]
- Mozart in the Jungle[28]
- Una vacante imprevista[29]
- The Brink
- Battle Creek
- Arma Letal
- Ballers
- Alpha House
- Transparent
- The Affair
- Red Band Society
- Madam Secretary
- Better Call Saul
- Penny Dreadful
- Velvet Colección
- Kidding[30]
- Will & Grace

## Producción propia

### #SpoilerHotel
Son unas piezas de continuidad en las que críticos y blogueros dan su visión sobre algunas series que se encuentran en emisión en el canal. Participan: Alberto Rey, Isabel Vázquez, Gabriel Calzado, Álvaro Onieva, Noa Rodríguez, Manu Piñón y Sara Rodríguez-Osorio.

### Supercuts
Programa semanal presentado por Manu Piñón y Gabri Calzado (colaboradores de las revistas Cinemanía y Fotogramas respectivamente) en donde se emiten los mejores "supercuts", "mash ups" y videos virales encontrados en la red.

## Imagen corporativa
Los primeros identificativos (idents) de la cadena fueron creados por la productora Blur Artefacto. Estas piezas de continuidad estaban protagonizadas por unos ratones, los cuales tenían rasgos distintivos de personajes de las series del canal como Don Draper (Mad Men), Hannah de la serie "Girls" o del personaje de Daenarys de "Juego de tronos" reflejándo así la temática de la cadena.
El 24 de junio de 2014 Canal+, todavía en manos de Prisa, renovó su identidad y su estilo visual con la campaña "Abusa de tu imaginación". Este cambio de imagen fue desarrollado por la agencia Erretrés y consiste fundamentalmente en mostrar las ideas de algunos de los usuarios de la plataforma en relación con los contenidos de estas cadenas, otorgándoles así mayor protagonismo.

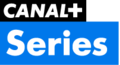
2013 - 2016
2016 - 2021
2021 - 2022
2022 - 2023

## Disponibilidad
Series 2 por Movistar Plus+ se encontraba disponible dentro de la plataforma de pago por satélite e IPTV Movistar Plus+, dentro del paquete de Series o Premium, así como en su servicio de video bajo demanda como canal en directo (emisión lineal).
Desde el 28 de agosto de 2015 se encontraba disponible en Orange TV reemplazando así la señal de Canal+ 1 dentro de esa plataforma y dejando de ser exclusivo de Movistar Plus+.
Fuera de España, en Andorra se encontraba disponible en el dial 20 de la plataforma SomTV de Andorra Telecom.